# Istanbul Conquerors 2013
Questa voce raccoglie le informazioni riguardanti gli Istanbul Conquerors nelle competizioni ufficiali della stagione 2013.

## 2. Lig 2013

### Stagione regolare
| Istanbul 10 marzo 2013, ore 13:00 1ª giornata | Istanbul Conquerors | 0 – 28 | Yeditepe Eagles | Avcılar Yerleşkesi Suni Çim Futbol Sahası |

| Smirne 7 aprile 2013, ore 13:00 3ª giornata | İzmir Efeleri | 19 – 0 | Istanbul Conquerors | Buca İlçe Stadı |

| 21 aprile 2013 4ª giornata | Istanbul Conquerors | 0 – 10 | Kocaeli Sharks |  |

| Smirne 5 maggio 2013, ore 13:00 5ª giornata | Ege Dolphins | – | Istanbul Conquerors | Buca İlçe Stadı |

## Statistiche di squadra
| Competizione      | %Vittorie | In casa | In casa | In casa | In casa | In casa | In casa | In trasferta | In trasferta | In trasferta | In trasferta | In trasferta | In trasferta | Totale | Totale | Totale | Totale | Totale | Totale |
| Competizione      | %Vittorie | G       | V       | N       | P       | Pf      | Ps      | G            | V            | N            | P            | Pf           | Ps           | G      | V      | N      | P      | Pf     | Ps     |
| ----------------- | --------- | ------- | ------- | ------- | ------- | ------- | ------- | ------------ | ------------ | ------------ | ------------ | ------------ | ------------ | ------ | ------ | ------ | ------ | ------ | ------ |
| Stagione regolare | ?         | 2       | 0       | 0       | 2       | 0       | 38      | 2            | 0+?          | 0+?          | 1+?          | 0+?          | 19+?         | 4      | 0+?    | 0+?    | 3+?    | 0+?    | 57+?   |
| Totale            | ?         | 2       | 0       | 0       | 2       | 0       | 38      | 2            | 0+?          | 0+?          | 1+?          | 0+?          | 19+?         | 4      | 0+?    | 0+?    | 3+?    | 0+?    | 57+?   |